# 池邊このみ
池邊 このみ（いけべ このみ、1957年 - ）は日本の造園学者。千葉大学教授。第25期日本学術会議会員。
専門は都市緑地学、都市緑地計画学、緑地創成論、緑地デザイン学。

## 略歴
- 東京都出身。千葉大学園芸学部造園学科卒。
- 1983年 - 千葉大学大学院造園学研究科修士課程修了。その後、千葉大学大学院自然科学研究科博士課程の環境計画学専攻を満期修了。
- 1988年 - 株式会社住信基礎研究所に入社。
- 2003年 - 株式会社ニッセイ基礎研究所上席主任研究員に就任。
- 2007年 - 独立行政法人都市再生機構都市デザインチームリーダーに就任。
- 2010年 - 上記主任研究員およびデザインチームリーダーの任期満了により退職。
- 2011年 - 千葉大学教授に就任。
- 2020年 - 第25期日本学術会議会員[1]。

## 著書

### 共著
- 『市民ランドスケープの創造』（2000年、公害対策技術同友会）
- 『造園がわかる本』（2006年、彰国社）
- 『ランドスケープ・マネジメント』【2012年　学芸出版社）

### 論文
- 「集合住宅の市場価格における景観要素の価値に関する地域分析」『日本建築学会大会学術講演梗概集』（2010年、日本建築学会）